# Захват Беверли-Хиллз
«Захват Беверли-Хиллз» — боевик 1991 года режиссёра Сидни Фьюри.

## Сюжет
Из-за утечки химических веществ люди были принудительно эвакуированы из Беверли-Хиллз. Оставшийся на месте бывший футболист Дэвид Хейс приходит к выводу, что утечка токсичного газа была имитирована офицерами полиции по заказу главы футбольной команды Лос-Анджелеса Роберта «Бэта» Мастерсона для того, чтобы можно было свободно применять оружие и разграбить город. Осматривая город, коррумпированный полицейский Кельвин решает отказаться от плана своих сообщников. Теперь Хейс и Кельвин в бегах без надежды на помощь. И оба должны сделать всё возможное, чтобы остановить смертоносных грабителей.

## В ролях
- Кен Уол — Дэвид «Бумер» Хейс
- Мэтт Фрюэр — офицер Эд Кельвин
- Харли Джейн Козак — Лора Сейдж
- Роберт Дави — Мастерсон
- Ли Винг — Варни
- Брэнскомб Ричмонд — Бенитес
- Лаймэн Уорд — шеф Хили
- Майкл Боуэн — охранник
- Тони Ганиос — сотрудник Агентства по охране окружающей среды
- Уильям Принс — Митчелл Сейдж
- Майкл Кехо — полицейский
- Рэймонд Сингер — мистер Тобисон
- Памела Андерсон — чирлидерша (нет в титрах)
- Джордж Уайнер — мэр

## Дополнительная информация
Тэглайн фильма: Богатейший город мира. Отключён. Отрезан. Взорван.
Премьеры фильма:
- во Франции — май 1991 года (кинофестиваль в Каннах)
- в США — 11 октября 1991 года
- в Германии — 6 февраля 1992 года
- в Нидерландах — 3 декабря 1992 года, (Амстердам)

В разных странах фильм выпускался под разными названиями:
- Португалия: Alerta em Beverly Hills
- Финляндия: Beverly Hillsin miljoonakeikka
- Германия: Boomer — Überfall auf Beverly Hills
- Германия: Boomer — Überfall auf Hollywood
- в разных Boomer: The Taking of Beverly Hills
- Швеция: Brottsplats Beverly Hills
- Бельгия (название на французском): La prise de Beverly Hills
- Польша: Najazd na Bevery Hills
- Италия: Rapina del secolo a Beverly Hills

## Производство
До окончательного выбора Кена Уола Арнольд Шварценеггер вёл переговоры о главной роли.
Кен Уол незадолго до съёмок фильма получил серьёзную травму правой ноги на съёмочной площадке сериала «Умник». Тележкой кинокамеры ему порвало ахил. В фильме эта травма и хромота актера обыгрывается, как травма его героя — футболиста.